# José Ángel Pérez Hernández
José Ángel Pérez Hernández (Heroica Matamoros, Tamaulipas; 1 de marzo de 1958) es un político y empresario mexicano. Ha sido diputado local (2003-2005), federal (2018-2021) y alcalde de la ciudad de Torreón (2006-2009).

## Biografía
Es licenciado en Administración de Empresas y contador público por el Instituto Tecnológico y de Estudios Superiores de Monterrey (ITESM) Campus Monterrey.
Cursó el seminario Cotton USA Seminar of the Americas Stronger Cotton and Textile industries en Textil Reserch Center.  Realizó sus prácticas empresariales en las ciudades de Corpus Christi (Texas), Dallas, Lubbock, Memphis Bremen, Alemania.
De regreso en México estudió el curso de Administración Agropecuaria de la Universidad Iberoamericana Plantel Laguna y el seminario de Alta Administración y Estrategias para Diversificación de la Empresa, organizado por el grupo editorial Expansión, y el primer Simposium de Algodonero organizado por el ITESM Campus Laguna.
Realizó el curso Ad-2 del Instituto Panamericano de Alta Dirección de Empresas (IPADE) Monterrey y es Socio Fundador del IPADE Torreón.
Desde 1981 es dueño de Algodonera Zapata, empresa dedicada a Procesos Industriales el Algodón con exportaciones a Estados Unidos y Asia.
En las elecciones estatales de 2017 participó como candidato a la gubernatura de Coahuila por el Partido del Trabajo después de no poder registrarse como candidato independiente por problemas familiares.
Desde el 2018 se desempeña como diputado federal por el Distrito 6 de Coahuila. En la Cámara de Diputados funge como secretario de la comisión de Economía, Comercio y Competitividad, además es miembro activo de las comisiones de Gobernación y Población, y Seguridad Pública. 
El 21 de diciembre de 2020 pidió licencia a su cargo como diputado Federal para contender por candidatura de MORENA a la presidencia municipal de Torreón, Coahuila, dicha candidatura fue para Luis Fernando Salazar.